# Isolepis fluitans
Isolepis fluitans é uma espécie de planta com flor pertencente à família Cyperaceae. 
A autoridade científica da espécie é (L.) R. Br., tendo sido publicada em Prodromus Florae Novae Hollandiae 1: 221. 1810.

## Portugal
Trata-se de uma espécie presente no território português, nomeadamente em Portugal Continental e no Arquipélago dos Açores.
Em termos de naturalidade é nativa das duas regiões atrás referidas.

## Protecção
Não se encontra protegida por legislação portuguesa ou da Comunidade Europeia.